# Gymnogeophagus constellatus
Gymnogeophagus constellatus es una especie de pez de agua dulce que integra el género Gymnogeophagus, de la familia de los cíclidos. Habita en el centro-este de América del Sur.

## Taxonomía
Esta especie fue descrita originalmente en el año 2015 por los ictiólogos Luiz Roberto Malabarba, Maria Claudia de Souza Lima Malabarba y Roberto Esser dos Reis.
Pertenece al clado denominado Gymnogeophagus grupo gymnogenys.

## Distribución geográfica
Se distribuye en el oeste del estado de Río Grande del Sur, en el sur del Brasil y en el sur de la provincia de Misiones, en el nordeste de la Argentina.
Habita de manera endémica en cursos fluviales subtropicales que desaguan por ambas márgenes en la cuenca media del río Uruguay, perteneciente a la cuenca del Plata, cuyas aguas se vuelcan en el océano Atlántico Sudoccidental por intermedio del Río de la Plata.
Ecorregionalmente es un taxón exclusivo de la ecorregión de agua dulce Uruguay inferior.